# 徽州姚氏
徽州姚氏（フィジュヨし、朝鮮語: 휘주요씨）は、朝鮮氏族の一つ。本貫は中華人民共和国安徽省黄山市徽州区である。1985年調査では、274人である。一方、2015年の調査では5人未満となる。
徽州姚氏は中国に起源を持ち、1930年の国勢調査では10世帯であったが、そのうち咸鏡北道に住んでいた6世帯は、290年以上前に戦乱を避けて李氏朝鮮に帰化した明の末裔だったことが判明した。